# 紅死病的面具
《紅死病的面具》是一部由愛倫·坡於1842年所著的短篇小說，當時發佈在 Graham's Lady's and Gentleman's Magazine上，並為愛倫·坡帶來$12收入。

## 故事簡介
紅死病是一種恐怖的傳染病，在國家內已經肆虐了一段時間，於是普羅斯彼洛親王帶同騎士、女性、吟遊詩人及小丑等到一處偏僻的城堡避世，待紅死病離去才回到國家。在城堡度過了六個月，親王舉辦了一場奢華的化妝派對，派對中出現了一位裝扮為紅病死患者的人，親王對此非常憤怒，決定要吊死此人。眾士兵追捕此人，但發現此人只是一堆裹屍布，並沒有軀體，自此紅死病便在城堡中散播。